# Холодный Ключ (Заинский район)
 Холодный Ключ  — деревня в Заинском районе Татарстана. Входит в состав Тюгеевского сельского поселения.

## География
Находится в восточной части Татарстана на расстоянии приблизительно 19 км на юго-запад по прямой от районного центра города Заинск у речки Батраска. 

## История
Основана в 1927 году переселенцами из деревни Большой Батрас. Ныне развивается как дачная деревня.

## Население
Постоянных жителей было: в 1938 - 152, в 1949 - 109, в 1958 - 92, в 1970 - 46, в 1979 - 21, в 1989 - 10, в 2002 – 0, 0 в 2010.